# Przejście graniczne Siemianówka-Swisłocz

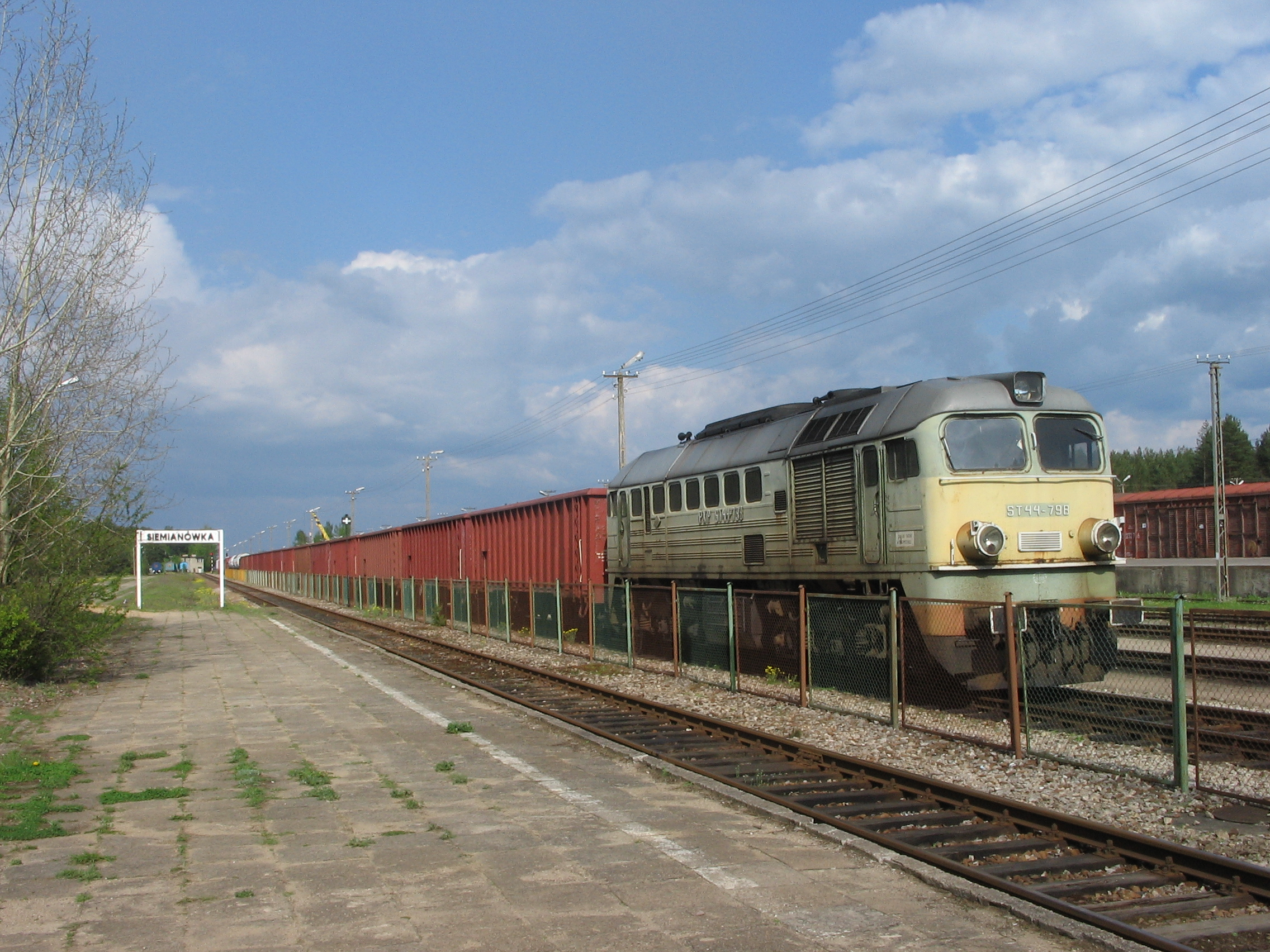
Pociąg towarowy w Siemianówce

Przejście graniczne Siemianówka-Swisłocz – polsko-białoruskie kolejowe przejście graniczne położone w województwie podlaskim, w powiecie hajnowskim, w gminie Narewka, w miejscowości Siemianówka.

## Opis
Przejście graniczne Siemianówka-Świsłocz powstało dzięki umowie między Rządem Rzeczypospolitej Polskiej a Rządem Republiki Białoruskiej. Czynne przez całą dobę. Dopuszczony jest ruch środków transportowych i przewóz towarów bez względu na przynależność państwową. Przejście graniczne obsługuje Placówka Straży Granicznej w Narewce.
Przez przejście biegną dwa tory: jeden normalny (należący do linii Siedlce−Hajnówka−granica państwa), drugi zaś (patrząc w kierunku Świsłoczy: prawy) – szeroki, należący do linii granica państwa−Chryzanów.

### Przejście graniczne polsko-radzieckie
W okresie istnienia Związku Radzieckiego od czerwca 1979 roku funkcjonowało w tym miejscu polsko-radzieckie kolejowe przejście graniczne Siemianówka. Dopuszczony był ruch towarowy.